# Богачёв, Александр Сергеевич
Александр Сергеевич Богачёв (24 октября 1955 года, Подольск Московская область, СССР — 15 февраля 2015 года, Москва, Россия) — советский и российский офицер-подводник. Капитан 1 ранга (1993). Командир ТК-20 «Северсталь», мировой рекордсмен по числу запусков баллистических ракет под его командованием — 58.

## Биография
Александр Сергеевич Богачёв родился 24 октября 1955 года в городе Подольске РСФСР, СССР.
Отец, Сергей Родионович, трудился сначала рабочим, а затем бригадиром на предприятии, которое сейчас известно как НПО «Луч».
Мать, Валентина Федоровна, много лет проработала сборщицей швейных машин на Подольском механическом заводе (ПМЗ). Наряду с другими наградами она была удостоена и медали «За доблестный труд в Великой Отечественной войне».
В 1973 году, не пройдя по конкурсу в ВВМУ имени М. В. Фрунзе, Александр вернулся в Подольск и работал слесарем-сборщиком на ПМЗ. В возрасте 18 лет призван на срочную службу в ВМФ. После обучения в Кронштатдском учебном отряде подводного плавания направлен служить на Северный флот, в пос. Гремиха на РПКСН, в ракетную боевую часть (БЧ-2).
В 1974—1979 годах учился в Высшем военно-морском училище подводного плавания имени Ленинского Комсомола. Окончил с отличием, с правом выбора места службы. В 1989 году окончил Высшие специальные офицерские классы ВМФ, с отличием.
Дальнейшее прохождение службы:
- командир стартовой группы БЧ-2 РПКСН (1979);
- командир БЧ-2 второго экипажа ТК-13 пр.941 (1984);
- старший помощник командира по боевому управлению ТК-202 пр.941 (1987);
- старший помощник командира ТК-202 (1989), в 1990 году принял участие в походе ТК-202 с экспериментальным определением максимальной толщины льда, проламываемой корпусом лодки;
- командир атомной подводной лодки ТК-202 пр.941 (1993);
- командир атомной подводной лодки ТК-20 пр.941 (1995).

Награждён орденами и медалями СССР и России, именным пистолетом. В связи с избранием председателем Совета депутатов ЗАТО г. Заозерска приказом министра обороны в 2005 г. досрочно уволен в запас.
Подводникам известен как командир «Акулы» ТК-20 («Северсталь»), самой ходовой лодки этого проекта в 1990-е годы. Экипаж, возглавляемый А. С. Богачёвым занимал передовые позиции на соединении и флоте.
Под его командованием 25 августа 1995 года с борта АПЛ был впервые в мире произведён учебный пуск баллистической ракеты с разделяющимися головными частями из района Северного полюса по полигону в Архангельской области. За выполнение этой задачи Александр Богачёв был представлен к званию Героя России, однако Звезду получил находившийся в качестве старшего на борту контр-адмирал В. М. Макеев, часть экипажа получила государственные награды.
В 1997 году моряки подводного крейсера «Северсталь» дважды, в марте (с борта ТК-13) и декабре, произвели ракетную стрельбу полным боекомплектом по программе утилизации, суммарно отстреляв 40 ракет с истёкшим сроком хранения. За эту стрельбу экипаж был признан лучшим на Северном флоте по ракетной подготовке, а командир был представлен к званию Героя России второй раз.
С 2004 года старпом Богачёва, А. В. Богданов, получил под командование однотипный корабль, ТК-17 «Архангельск».
В годы Великой Отечественной войны на рубках советских подводных лодок, отличившихся в боевых операциях, были нарисованы красные звезды, на которых обозначалось число потопленных вражеских кораблей, такая звезда была и на высокой рубке ТК-20 («Северсталь»). С числом «55» — равным количеству выполненных ракетных пусков. У самого же Богачёва А. С. их 58 (мировой рекорд). Широкой общественности известен по документальному фильму «Русская Акула» о подводниках, снятому студией «Корона-фильм», а также по циклу рассказов «Акулы из стали» Эдуарда Овечкина, который служил под командованием Александра Сергеевича в экипаже ТК-20. Капитана 1 ранга Богачева А. С. за успешное выполнение вышеуказанных заданий дважды представляли к званию Героя России, но он так и не был удостоен этой награды. Ему вручили орден Мужества и орден Орден «За заслуги перед Отечеством» 4 степени с мечами.
Александр Сергеевич Богачёв умер 15 февраля 2015 года после тяжёлой и продолжительной болезни. Похороны состоялись 18 февраля на Подольском городском кладбище, 21 участок (кладбище Красная Горка).

## Награды
- Орден «За заслуги перед Отечеством» IV степени с мечами
- Орден Мужества
- Медаль «За боевые заслуги»
- Медали СССР
- Медали РФ